# Skjutspjällsventil
Skjutspjällsventil är en form av ventil som består av ett spjäll som skjuts ner i ventilhuset som sitter i röret och därmed stänger eller reglerar flödet. Fördelen med skjutspjällventilen är den korta bygglängden och att den kan användas för vätskor med inslag av fibrer i flödet. Används för avstängning och reglering av flöden inom bland annat processindustri och avloppsrening.